# تأثیر زبان عربی بر زبان اسپانیایی

تاریخ انتشار زبان در شبه‌جزیره ایبری و گل (جنوب فرانسه) از سال ۱۰۰۰ تا ۲۰۰۰م. تصویر برهم‌کنش زبان عربی و زبان‌های ایبری که شامل کاستیل که مادر زبان اسپانیایی کنونی است را نشان می‌دهد.

برهمکنش زبان عربی در اسپانیایی یکی از فرایندهای تاریخی شکل‌گیری فرهنگ و زبان اسپانیایی است چنان‌که مسلمان َعرب و بربر در شبه‌جزیرهٔ ایبری نزدیک به هشت قرن زندگی کردند به همین دلیل است که تأثیر زیادی بر روی زبان‌های بومی آنجا گذاشته باشند که کاستیل یکی از این زبان‌ها بود که پس از پیشرفت زبانی تبدیل به اسپانیایی کنونی بدل می‌شود. بسیاری از واژگان اسپانیایی ریشه عربی دارد که گستردهٔ آن ۲۵درصد کل واژگان اسپانیایی را دربر می‌گیرد. با توجه به موارد گفته شده می‌توان گفت انتشار واژگان عربی در زبان اسپانیایی که تاکنون ادامه دارد بیانگر میزان تأثیر عنصر عربی اسلامی است که تمدن اسلامی اندلس برجا گذاشته است.
تأثیر پذیرفتن اسپانیایی از عربی قابل توجه بوده‌است، به‌ویژه در سطح واژه‌نامه‌ای که دلیل آن به سکونت اعراب در جنوب شبه‌جزیره ایبری بازمی‌گردد که حدود هشت قرن از ۷۱۱ تا اخراج موریسکوها در ۱۶۰۹ ادامه داشته است. تأثیر پذیرفتن از عربی در جنوب و شرق اسپانیا که امروزه با نام اندلس شناخته می‌شود بیشتر بوده زیرا که این منطقه‌ها شاهد تأسیس امارت قرطبه و پیش از آن نیز زیر سلطهٔ خلافت بی‌امیه در اندلس و ملوک الطوائف بوده‌است.
دلیل گسترهٔ زبان عربی در اسپانیایی به رونق این زبان در اندلس و برخی دیگر از شهرستان‌های اسپانیا در طی ۷۸۱ سال بر می‌گردد که با فتح اندلس در سال ۹۲هـ برابر با ۷۱۱م آغاز شد و تا بعد از سقوط این شهر در ۸۹۷هـ برابر با ۱۴۹۲ ادامه یافت. مسلمانان در شبه‌جزیرهٔ ایبری تمدن جدیدی را به وجود اوردند که مایهٔ رونق علم و فن بود؛ و در عرصه‌های کشاورزی صنعت و معماری روش‌های جدیدی استفاده کردند به شکلی که دانشجویانی را از همه جای  اروپا برای علم اموزی به سوی خود جذب می‌کرد.